# اسپندارهای جنگلی
اسپندارهای جنگلی (نام علمی: Hylocereus) نام یک سرده از تیره کاکتوسان است.
سن گلدهی این کاکتوس حدود ده سال می‌باشد و دارای میوه‌هایی به رنگ‌های قرمز ،زرد و سفید است که خواص بسیاری دارند.
همچنین می‌توان از این کاکتوس به عنوان پایه برای پیوند زدن استفاده کرد.